# Kefíja

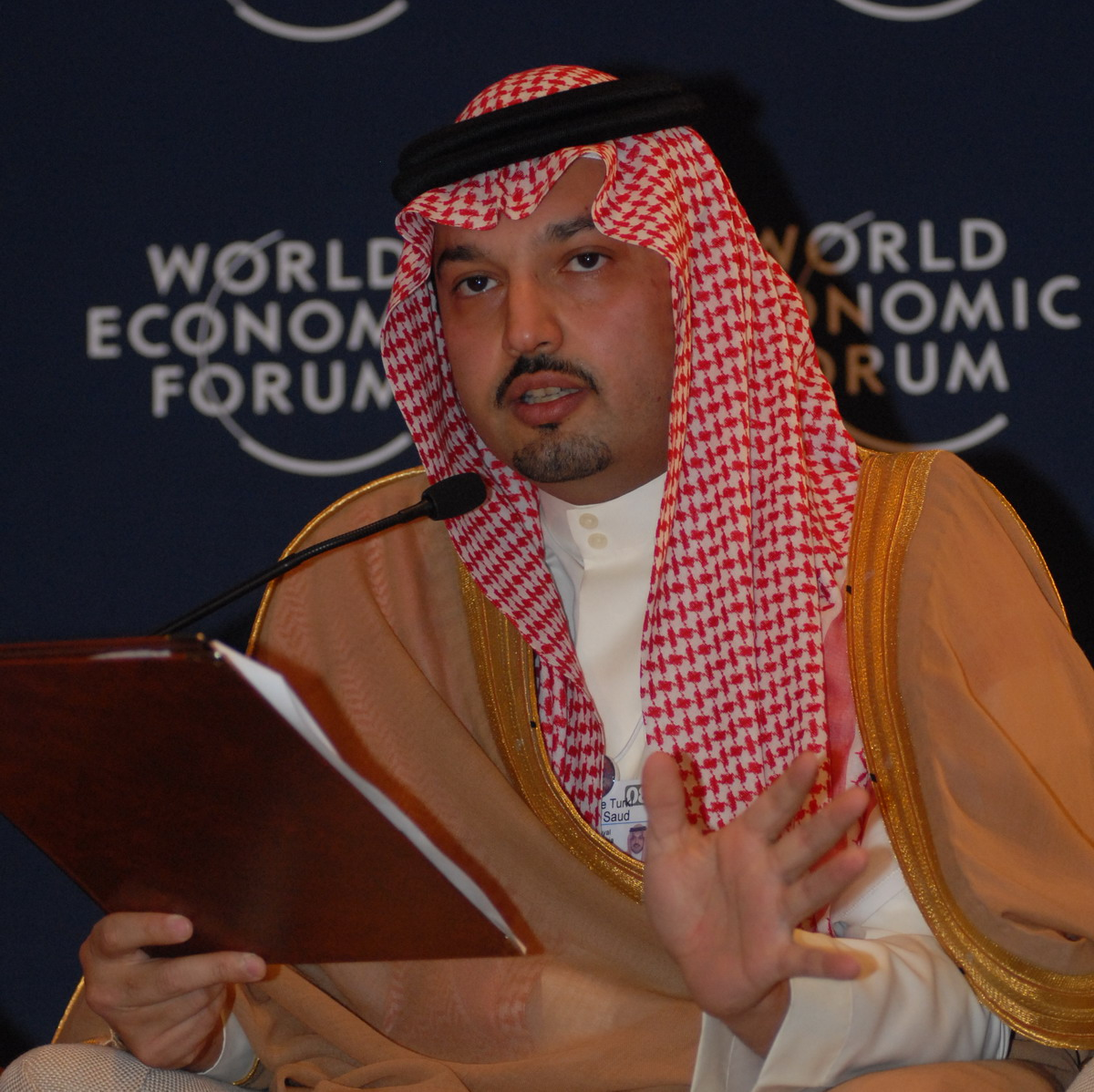
Člen saúdské královské rodiny s kefíjou na Světovém ekonomickém fóru v Davosu

Kefíja (arabsky كوفية‎ – kūfiyyah, pl. كوفيات‎, kūfiyyāt, někdy též šemag či hovorově palestina, nebo Arafat) je tradiční arabská mužská pokrývka hlavy. Název je podle města Kúfa v Iráku. Tvoří ji čtvercová tkanina, obvykle bavlněná, různým způsobem přehnutá a složená. Je typická pro oblasti se suchým a teplým podnebím, kde poskytuje ochranu proti přímému slunci a rovněž tak příležitostně ochranu úst a očí proti zvířenému prachu a písku. Může mít různý vzhled, mezi klasický patří kostkovaný vzor, zpravidla v kombinaci bílé a další (např. černé, červené, zelené) barvy.
Kefíja se stala symbolem palestinského nacionalismu. Zpopularizovaná byla především vůdcem Organizace pro osvobození Palestiny Jásirem Arafatem. Mezi palestinskými Araby je na základě barvy kefíji možné identifikovat, ze které organizace či čím sympatizantem dotyčný je (zelenobílá kefíja je symbolem Hamasu[zdroj?], černobílá je symbolem Fatahu a červenobílá je symbolem Lidové fronty pro osvobození Palestiny). Mimo palestinské Araby však barva kefíji tyto asociace nemá.
Kefíja se rozšířila i mimo arabské země, kde její nošení může znamenat jak propalestinskou podporu, tak využití obyčejného módního doplňku. Existují však i modrobílé kefíji s hebrejskými nápisy, které představují proizraelskou podporu a hlášení se k židovskému národu.

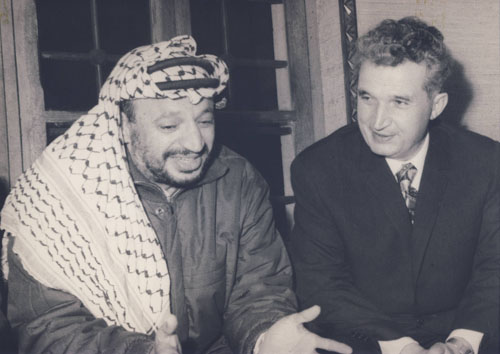
Jásir Arafat s kefíjou na fotografii s Nicolae Ceauşescu
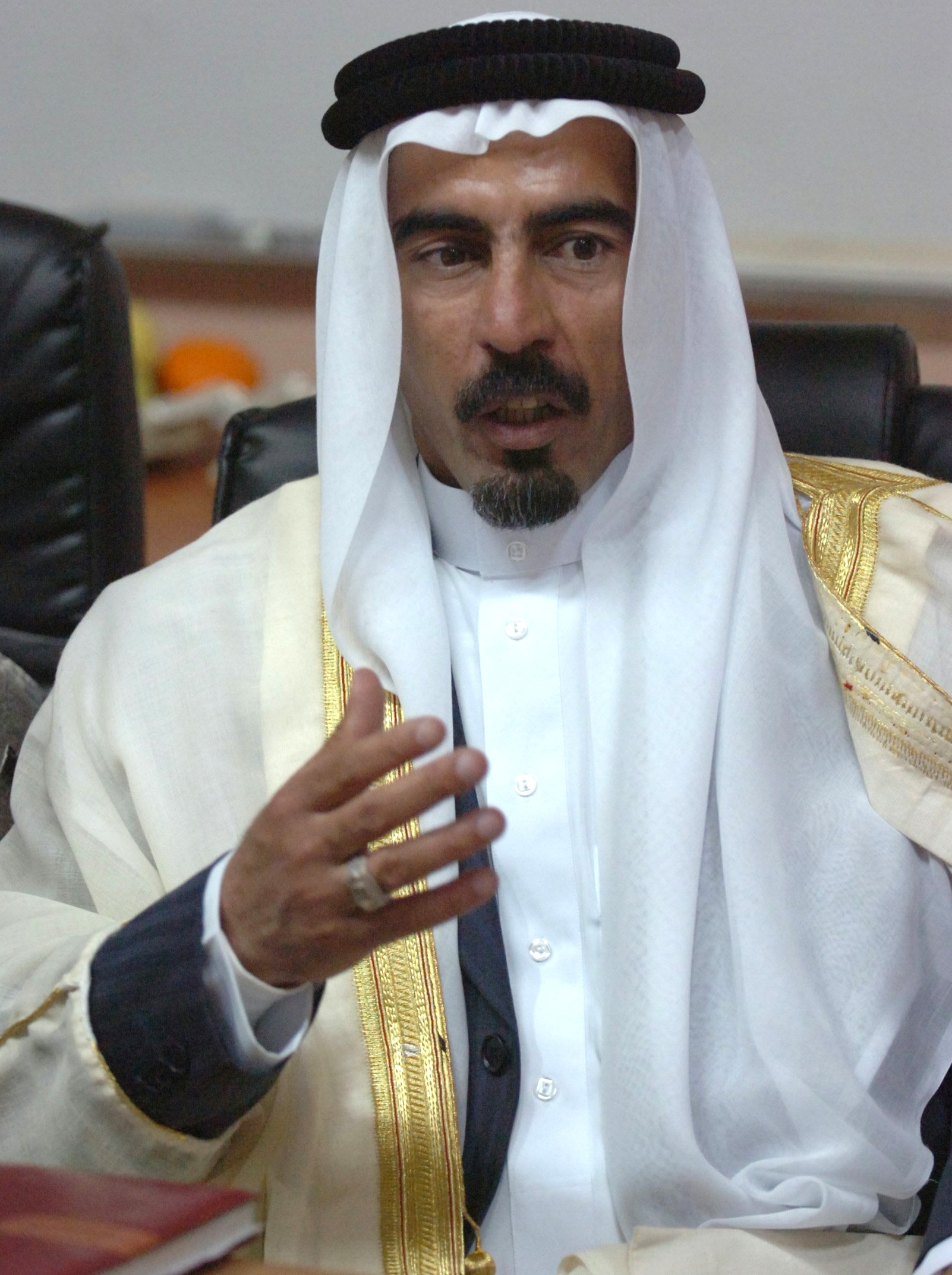
Nekostkovaná podoba kefíji
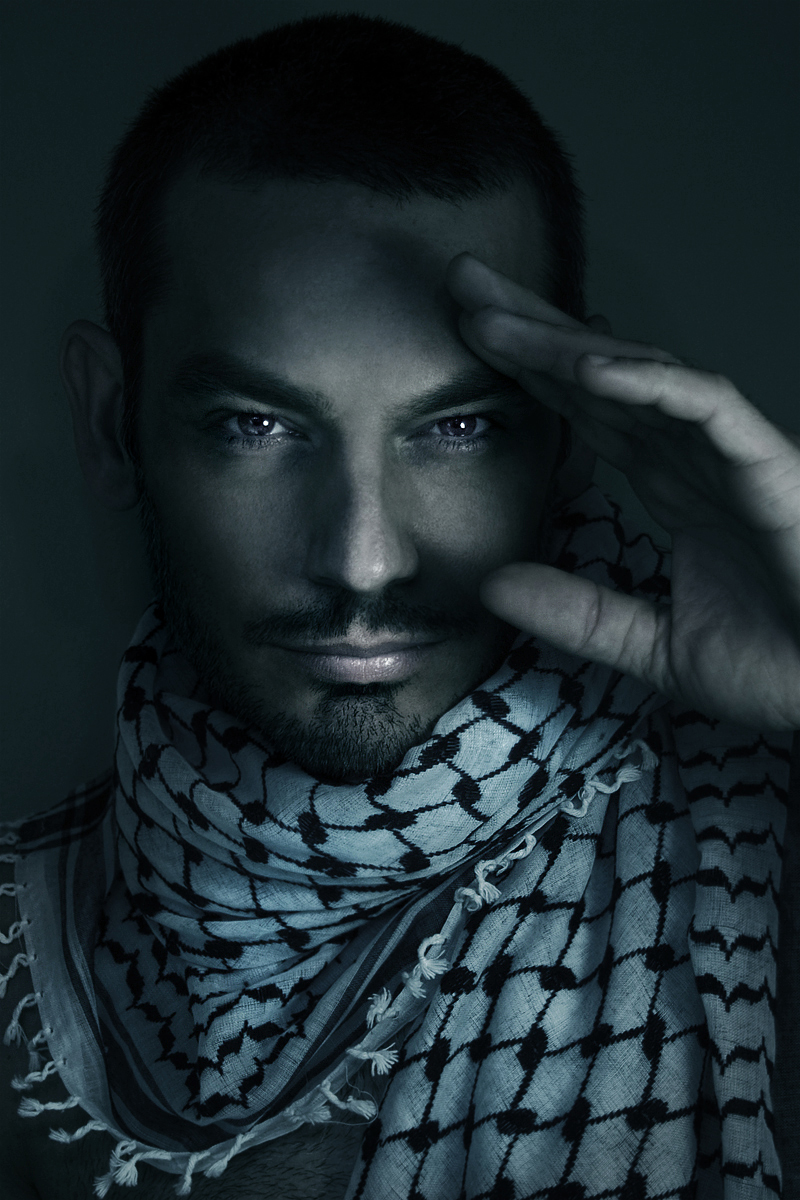
Model s druhem kefíji kolem krku
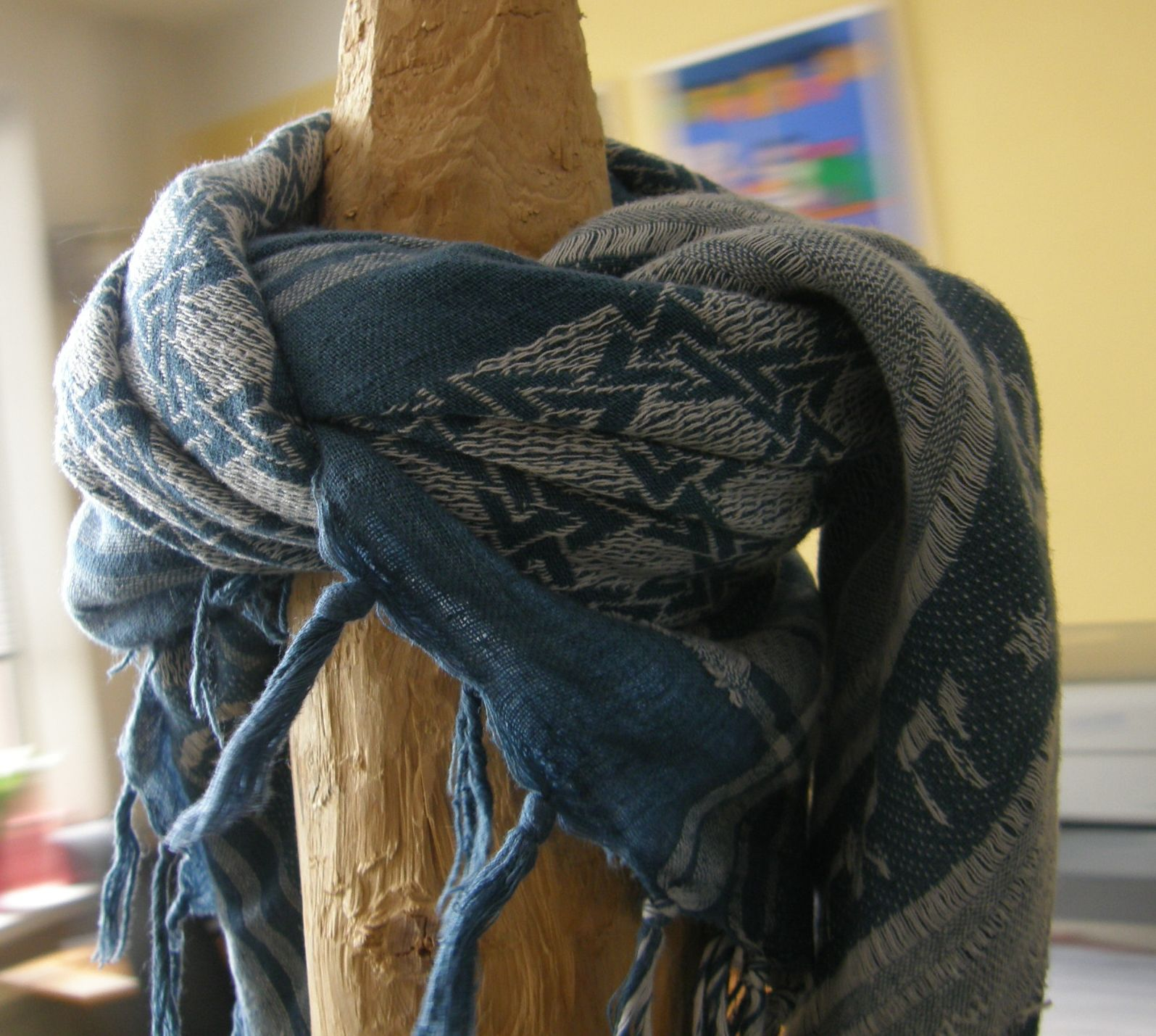
Nová proizraelská kefíja